# Al-Sayyid beduinski znakovni jezik
Al-Sayyid beduinski znakovni jezik (ISO 639-3: syy), beduinski znakovni jezik kojim se služi oko 150 gluhih osoba iz endogamnog plemena al-Sayyid, u selu al-Sayyid (al-Sayed;السيد) u pustinji Negeb na jugu Izraela. 
Etnička populacija oko 3 500. Jezik je priznat i označen identifikatorom [syy] u siječnju 2009.

## Vanjske poveznice
- Al-Sayyid Bedouin Sign Language (ABSL)  Arhivirana inačica izvorne stranice od 12. srpnja 2009. (Wayback Machine)